# Die scharlachrote Klinge
Die scharlachrote Klinge (Originaltitel: The Scarlet Blade) ist ein britischer Spielfilm von 1963 aus der Hammer Films-Produktion mit Lionel Jeffries und Oliver Reed in den Hauptrollen. John Gilling führte Regie.

## Handlung
England in der Wendezeit 1648/49. König Karl I. ist auf der Flucht vor seinem ärgsten Widersacher, dem Staatsmann Oliver Cromwell, der dem Monarchen den (Schau-)Prozess machen will, um ihn anschließend hinrichten lassen zu können. Cromwells Schreckensherrschaft beginnt, als dieser seinen Vertrauten Colonel Judd aufs Land entsendet, um unter den einfachen Bürgern in seinem Sinne für Ruhe und Ordnung zu sorgen. Eine Gruppe treuer Royalisten hat sich derweil zusammengerottet, um einen Plan auszubrüten, wie man den König retten könne, als dieser in den Tower von London verbracht wird. Edward Beverley ist der Kopf dieser Anti-Cromwell-Aufrührer, den seine Vertrauten angesichts dessen Fechtkünste auch „die scharlachrote Klinge“ nennen. Damit ist er dem hartleibigen Judd ein ständiges Ärgernis, und dieser setzt alles daran, der „scharlachroten Klinge“ habhaft zu werden. In dieser an das Verhältnis von Robin Hood zu dem Sheriff von Nottingham erinnernden Todfeindschaft, versucht Beverley, aus dem Hinterhalt Judd durch immer neue Attacken das Leben zur Hölle zu machen.
Die „scharlachrote Klinge“ überfällt dessen Leute, wenn sie es am wenigsten erwarten, wiegelt die Ortsansässigen gegen die neuen Machthaber auf und wagt sogar Anschläge auf Judds Stellungen. Dieser wiederum setzt alles daran, seinen Gegenspieler zu fassen, um ihn dann anschließend öffentlich hinrichten zu können. Der Cromwell-Gesandte weiß nicht, dass seine eigene Tochter Claire heimlich ebenfalls die royalistischen Rebellen unterstützt. Colonel Judds engster Vertrauter, Captain Tom Sylvester, ein bulliger, brutaler Landsknecht-Typ, hat derweil ein Auge auf die Tochter seines Vorgesetzten geworfen. Er verspricht, ihr Geheimnis der Anhängerschaft der Royalisten für sich zu behalten, wenn sie wiederum ihm verspricht, ihn zu erhören und zu lieben. So in Bedrängnis geraten, willigt Claire widerstrebend ein, Sylvesters Forderungen nachzukommen, obwohl sie dessen rüpelhafte Art nicht ausstehen kann. Claire hofft, Sylvester recht bald für die Sache der Royalisten gewinnen zu können. Der hält sich an seine Zusage und trifft sich sogar mit dem Kopf der Königstreuen, der „scharlachroten Klinge“. Als Claire Tom allerdings klarmacht, dass sie in Wirklichkeit längst in Edward Beverley verliebt sei, wechselt Captain Sylvester abermals die Seiten und bringt damit sowohl Beverley und dessen Leute als auch Claire Judd in höchste Gefahr.

## Produktionsnotizen
Die scharlachrote Klinge lief am 27. September 1963 in Deutschland an und hatte seine britische Premiere im selben Monat in London.
Die Filmbauten entwarf Bernard Robinson.

## Kritiken
„Schwacher Abenteuerfilm aus der Zeit des englischen Bürgerkrieges.“

Der Movie & Video Guide fand den Film lediglich „o.k.“ und eine „gut aussehende Hammer Produktion“.
Halliwell‘s Film Guide sah in dem Film einen „angemessenen Mantel-und-Degen-Film.“